# John Nicolson (homme politique)
John MacKenzie Nicolson (né le 23 juin 1961) est un journaliste, animateur de télévision et homme politique du Parti national écossais (SNP).
Il est député SNP d'Ochil et du South Perthshire de 2019 à 2024 et député d'East Dunbartonshire, entre 2015 et 2017.
Il est le secrétaire d'État fantôme du SNP pour le numérique, la culture, les médias et le sport.

## Jeunesse
John Nicolson est né à Glasgow, fils de John Donald Nicolson et de Marion Nicolson. Son ascendance est hébridienne et orcadienne du côté de son père. Sa mère est originaire de Scotstoun à Glasgow. Son père est décédé d'un cancer du poumon alors qu'il est à l'école. Il remporte une bourse à la Hutchesons' Grammar School. Nicolson est la première génération de sa famille à aller à l'université. Il est diplômé de l'Université de Glasgow avec un MA (Hons) en littérature anglaise et politique. Il reçoit une bourse Kennedy pour des études de troisième cycle aux États-Unis et est boursier Harkness du gouvernement américain à la Kennedy School of Government de Harvard. Il est membre d'Adams House à Harvard.
En tant qu'étudiant, il remporte le Scottish Isles Observer Mace (maintenant le John Smith Memorial Mace) et le Championnat du monde de débat des universités la même année, remportant le championnat du monde avec son partenaire de débat Frank McKirgan à l'Université de Princeton, New Jersey. Il retourne à la Glasgow University Union en 2012 pour débattre contre d'autres anciens vainqueurs du Championnat du monde universitaire sur une motion saluant l'indépendance de l'Écosse.
Après Harvard, il travaille comme rédacteur de discours à Capitol Hill pour le sénateur Daniel Patrick Moynihan (démocrate, New York) spécialisé dans les questions israélo-palestiniennes, le processus de paix irlandais et le contrôle des armes à feu.

## Carrière dans les médias

### BBC
Alors qu'il est étudiant, John Nicolson apparait dans l'émission Mr Speaker Sir de la BBC Scotland, une émission opposant des débatteurs de premier cycle à d'éminents politiciens et personnalités publiques. Il remplace ensuite Magnus Magnusson en tant que présentateur de l'émission.
Il revient de Washington DC pour travailler à temps plein pour la BBC lorsqu'on lui offre un poste de présentateur du programme de discussion pour les jeunes du réseau « DEF 2 » « Open to Question » .
Après trois saisons, il déménage à Londres et devient l'un des reporters de lancement de l'émission phare de la BBC sur la politique du dimanche, On the Record. Il réalise le documentaire pivot « A Question of Consent » pour Public Eye de la BBC . Le documentaire examine les lois discriminatoires visant les hommes homosexuels au Royaume-Uni et demande pourquoi le Parti conservateur continue de les soutenir.
Il continue à travailler comme journaliste pour une série d'émissions d'actualités très médiatisées de la BBC, notamment Panorama, Assignment et Newsnight .
Il présente Watchdog Healthcheck sur BBC1, est chroniqueur dans l'émission humoristique de Radio 4 The News Quiz et journaliste invité à la fois pour le magazine artistique de la BBC The Late Show et son émission de voyage Holiday. Il est correspondant dans de nombreux programmes en direct sur les élections générales, les élections européennes et le budget.
Après sa nomination en tant que présentateur principal du BBC Breakfast relancé sur BBC 1, la société dépasse pour la première fois son rival commercial ITV.
Il est le présentateur de la BBC le 11 septembre 2001 lorsque les tours jumelles de New York sont attaquées, commentant en direct sur BBC News 24 et BBC One – une émission qui vaut à la BBC un prix de la Foreign Press Association pour la meilleure couverture de l'actualité en direct. À propos de l'émission, Nicolson déclare: "Mon temps à l'antenne semblait être un rêve, avec des heures qui passaient en un instant, et pourtant des moments individuels semblaient s'attarder sans fin.".

### ITV
Après plus de quinze ans à la BBC, Nicolson passe à ITV en tant que présentateur des deux bulletins d'information ITV 1 et de l' émission ITV News Channel Live with John Nicolson, un magazine d'information matinal de trois heures.

### Autres médias
John Nicolson écrit pour un large éventail de journaux et de magazines, notamment The Times, The Herald, The New York Times, The Boston Globe, The Sunday Times, The Sunday Telegraph, The Guardian, New Statesman, The Daily Record et Harvard International. Réviser . Il apparait comme lui-même dans The Trial of Tony Blair pour Channel 4.
Il travaille comme présentateur radio pour BBC Radio Scotland, BBC Radio 4 où il présente The Westminster Hour et BBC Radio 5. Il commente régulièrement la politique britannique pour le public américain dans l'émission de radio The John Batchelor Show de Cumulus Media Networks. Il présente le petit-déjeuner quotidien 'John Nicolson and Jane Moore Show' sur LBC 97.3 et est, depuis 2017, l'animateur de The Week with John Nicolson sur Talkradio. Sa dernière émission Talk Radio a lieu le dimanche 28 mars 2021. Il est l'un des porte-parole médiatiques les plus en vue du SNP depuis son élection au Parlement en 2015 avec des apparitions régulières dans The Andrew Marr Show, Question Time, Des questions ?, Cette semaine avec Andrew Neil, Westminster Hour sur Radio 4, Channel 4 News et The Wright Stuff sur Channel 5. Au cours de sa campagne en 2017, Nicolson déclare au Irish Times : "Les gens aiment me voir à la télé, parler d'East Dunbartonshire."
En 2020, Nicolson travaille 98 heures et demie pour News UK – trois heures chaque dimanche – en tant que journaliste. Il déclare des gains extérieurs de 19 700 £, soit un salaire horaire de 200 £. En 2021, son contrat est résilié, ce qui, selon lui, est dû à un désir éditorial de "points de vue uniformes".

## Carrière politique
John Nicolson rejoint le Parti national écossais à l'âge de 16 ans mais ne renouvelle pas son adhésion lorsqu'il travaille comme journaliste à la BBC et à ITV. Il rejoint le parti dans la perspective du référendum sur l'indépendance écossaise. Il est membre du National Collective, le mouvement culturel faisant campagne pour l'indépendance de l'Écosse lors du référendum écossais.

### Député de l'East Dunbartonshire (2015-17)
Avant les élections générales au Royaume-Uni de 2015, Nicolson participe aux sélections des candidats du SNP à Linlithgow et East Falkirk, North Ayshire et Arran, Midlothian et West Dunbartonshire et East Dunbartonshire. Après avoir été sélectionné comme candidat du SNP pour East Dunbartonshire, Nicolson retire ses candidatures dans les autres sièges. Il devient député après avoir battu le député en exercice Jo Swinson, aux élections générales de 2015.
Nicolson est nommé porte-parole du Shadow SNP pour la culture, les médias et le sport peu de temps après son élection. Fervent partisan de la radiodiffusion de service public, il mène la campagne à Westminster pour empêcher la privatisation de Channel 4,. Il fait campagne pour la création d'une BBC Scottish Six O'Clock News distincte – une proposition qui remporte le soutien unanime des membres du comité restreint de la culture, des médias et du sport des Communes sur lequel il siège. La BBC annonce par la suite une chaîne écossaise distincte avec une heure d'information à 9 heures .
Nicolson utilise sa position pour contre-interroger la présidente de la BBC, Rona Fairhead, révélant la manière peu orthodoxe dont elle a été nommée sans procédure régulière. Elle retire sa candidature au nouveau conseil d'administration de la BBC peu de temps après. Il propose que la BBC publie tous les salaires des présentateurs, arguant que cela révélerait des salaires extrêmement gonflés, une pénurie de présentateurs BME au sommet des revenus de la BBC et un écart salarial important entre les sexes. Sa proposition est acceptée par le comité restreint du DCMS et le gouvernement. Lorsque les salaires des présentateurs de la BBC sont publiés par la suite, il y a une controverse publique car cela révèle un décalage important au détriment des femmes,.
En tant que membre du comité restreint du DCMS, Nicolson utilise la plate-forme pour parler de l'homophobie dans le sport, persuadant le comité de lancer une enquête. Il est également activement impliqué dans les enquêtes parlementaires sur les « fake news » l'abus de vente de billets par les rabatteurs, les plaintes contre la presse, la lutte contre le dopage dans le sport, et l'impact du Brexit sur les industries créatives, le tourisme et le marché unique numérique .
Opposant au Brexit, Nicolson fait campagne pour que l'Écosse reste dans le marché unique.
Partisan des droits des Palestiniens et d'une patrie indépendante pour le peuple palestinien, Nicolson se rend en Israël et dans les territoires palestiniens avec l'aide médicale aux Palestiniens et le Conseil pour l'avancement de l'entente arabo-britannique peu après son élection 
,.
En 2016, Nicolson présente un projet de loi d'initiative parlementaire pour une « loi Alan Turing » qui gracierait rétrospectivement tous les homosexuels qui ont été reconnus coupables d'infractions qui ne figurent plus dans la loi,. Le gouvernement conservateur promet de soutenir son projet de loi, mais change sa position à la suite de l'élection de Theresa May à la tête des conservateurs. Le projet de loi de Nicolson fait l'objet d'obstruction systématique par le ministre de la Justice du gouvernement conservateur, Sam Gyimah. Le gouvernement écossais du SNP adopte une version écossaise du projet de loi avec le soutien de tous les partis à Holyrood.
Nicolson décrit la campagne de 2017 contre lui par les libéraux-démocrates dans l'East Dunbartonshire comme « implacablement négative ». Jo Swinson reprend le siège avec une majorité de 5 339 voix sur le SNP. East Dunbartonshire est l'un des 21 sièges du SNP perdus le soir des élections, le vote du parti ayant chuté de 13% à l'échelle nationale.

### Député d'Ochil et du South Perthshire (2019-2024)
Aux élections générales de 2019, Nicolson se présente comme candidat du SNP à Ochil et au sud du Perthshire. Il remporte le siège contre Luke Graham avec une majorité de 4 498 voix.
En tant que membre du comité DCMS, John Nicolson recueille des témoignages et contre-interroge des ministres dans le cadre d'enquêtes sur un certain nombre de questions, notamment la radiodiffusion de service public, l'économie du streaming musical, la commotion cérébrale dans le sport  et l'impact du Brexit et de la pandémie de COVID-19 sur la culture et les arts. À la suite d'un échange entre le député John Nicolson et le directeur général de la BBC, Tim Davie, au sein du comité DCMS, la BBC révèle qu'elle a dépensé plus d'un million de livres en avocats externes luttant contre les femmes et le personnel de BAME dans des affaires d'égalité de rémunération et de discrimination raciale ,,,.

## Vie privée
En 1999, alors qu'il est présentateur sur BBC Breakfast, Nicolson révèle qu'il est gay dans divers journaux. Il est le premier présentateur de télévision du réseau BBC à le faire.
Il déclare à la Chambre des communes que bien que la décision ait été difficile et qu'elle n'ait pas été bien accueillie par ses patrons de la BBC qui ne l'ont pas soutenu, il est heureux de l'avoir prise.
Nicolson vit avec son partenaire de longue date Juliano Zini et son chat Grace à Bearsden.